# Violettes imperiales
Violettes impériales è un film muto francese del 1924, diretto da Henry Roussel. Il film è una commedia storica che ha riscosso un certo successo all'epoca e ha ispirato due remake sonori nel 1932 (diretto dallo stesso Roussel e distribuito in Italia col titolo Violetera di Siviglia) e nel 1952.